# بکیم فمیو
بکیم فمیو (سیریلیک صربی: Беким Фехмију؛ ۱ ژوئن ۱۹۳۶ – ۱۵ ژوئن ۲۰۱۰) بازیگر آلبانیایی‌تبار سینما و تئاتر اهل یوگسلاوی بود. وی نخستین بازیگر از شرق اروپا بود که طی دوران جنگ سرد در هالیوود به هنرنمایی پرداخت.
از فیلم‌هایی که وی در آن نقش داشته‌است، می‌توان به از روی درماندگی، جولیا، سالن کیتی، کولی‌های خوشبخت هم دیده‌ام، لیبرا، عشق من، یکشنبه سیاه، ماجراجویان، مورگان، بیمار مناسبی برای درمان و کاگلیوسترو اشاره کرد.